# توماس شيراتون
توماس شيراتون (1751-1806) (بالإنجليزية: Thomas Sheraton)‏، مصمم أثاث إنجليزي. اعتمدت شهرته أساسًا على كتاب عن تصميمات الأثاث المؤثرة سمَّاه كتاب رسومات صانع الأثاث والمنَجِّد 1791- 1794. وكغيره من كتب التصميم الأخرى في أواخر القرن الثامن عشر، رصد كتاب الرسومات الأذواق الحديثة في أنماط الأثاث. وقد سمي الأثاث الذي يصنع تبعًا للأنماط الموجودة بالكتاب شيراتون. وأصبح الأثاث على نمط شيراتون شعبيًّا في إنجلترا منذ عام 1790 حتى 1805، وفي الولايات المتحدة من نحو عام 1795 إلى 1810. اعتمد نمط الأثاث على خطوط مستقيمة، وأرجل دقيقة، وتزيينات بسيطة. وكرسي شيراتون المثالي ذو ظهر مستطيل. وتشتمل التزيينات العادية على الأشكال الماسية البيضية والتصميمات التي تكون على شكل قيثارات وزهريات. ولد شيراتون في ستوكتون ـ أون ـ تيز بكليفلاند في إنجلترا.

## روابط خارجية
- توماس شيراتون على موقع الموسوعة البريطانية (الإنجليزية)
- توماس شيراتون على موقع إن إن دي بي (الإنجليزية)